# Désirée Nosbuschová
Désirée Nosbuschová (* 14. ledna 1965 Esch-sur-Alzette) je lucemburská moderátorka, herečka a zpěvačka.
Již ve dvanácti letech na sebe upozornila ve vysílání Radia Luxembourg jako upovídaná členka dětské skupiny, takže již ve čtrnácti jí zde byla nabídnuta vlastní šou. První host, kterého v ní vyzpovídala, byl Pierre Brice. Záhy získala možnost moderovat pořad s Anke Engelkeovou na televizní stanici ARD, čímž prorazila v Německu. Moderovala Eurovision Song Contest v roce 1984, kdy se soutěž konala v Lucemburku. Využila přitom své mimořádné jazykové nadání a moderovala v pěti jazycích současně. V 90. letech byla hvězdou televizní stanice ZDF, kde moderovala několik pořadů (DAS!, Boulevard Bio, Beckmann). Proslavila se například rozhovorem s hercem Klausem Kinskim, během nějž ji kontroverzní herec sexuálně obtěžoval, zamkl ve své rezidenci a jí se podařilo uniknout přes balkón. Moderovala Německé filmové ceny roku 2019.
Také již velmi brzy, v šestnácti letech, zahájila hereckou kariéru, první roli získala v roce 1981 v západoněmeckém televizním dramatu Po půlnoci (Nach Mitternacht). Jejím patrně největším filmovým úspěchem bylo obsazení do ceněného snímku bratří Tavianů Dobrý den, Babylónie (1987). Jinak se prosadila zejména jako televizní herečka, v italském seriálu Španělské náměstí (Piazza di Spagna), v německých seriálech Příteli můj (Die Kinderklinik) a Zaprodaní bance (Bad Banks) nebo v rakouském seriálu Sisi z let 2021-2022. Vyzkoušela si i režijní práci a založila též vlastní produkční společnost.
V polovině 80. let se rozhodla zkusit rovněž pěveckou kariéru, její nejslavnější písní se stal duet s rakouským zpěvákem Falcem nazvaný Kann es Liebe sein?
Byla manželkou hudebního skladatele Haralda Klosera (1991-2002) a herce Mehmeta Kurtuluşe (2005-2013).